# Ellen Kooi
Ellen Kooi (Leeuwarden, Holanda, 1962) es una fotógrafa que vive y trabaja en Haarlem, Holanda.

## Biografía
Nacida en 1962, se graduó en la Academie Minerva, en Groningen, en 1987; allí fue artista residente y completó sus estudios de posgrado en la Rijksacademie de Ámsterdam, de 1993 a 1994. 
Su trabajo ha sido adquirido por el Museo Frans Hals, el Museo Fries, y el Ministerio holandés de Asuntos Exteriores, la Colección Hermès, en Luxemburgo, y el Borusan Contemporáneo, en Turquía, entre otros. 
Su trabajo es también albergado en muchas colecciones privadas de todo el mundo, también en España.

## Estilo
Kooi impregna sus obras de un fuerte carácter personal, lo que se plasma en un estilo muy definido que permite reconocer sus producciones en cualquier contexto. Fotografías de gran formato, fuertes simetrías en los planos, o el protagonismo de la iluminación y el paisajismo, al que confiere rasgos de algunos maestros clásicos y figurativos de la pintura, son las señas de identidad de la fotógrafa holandesa.

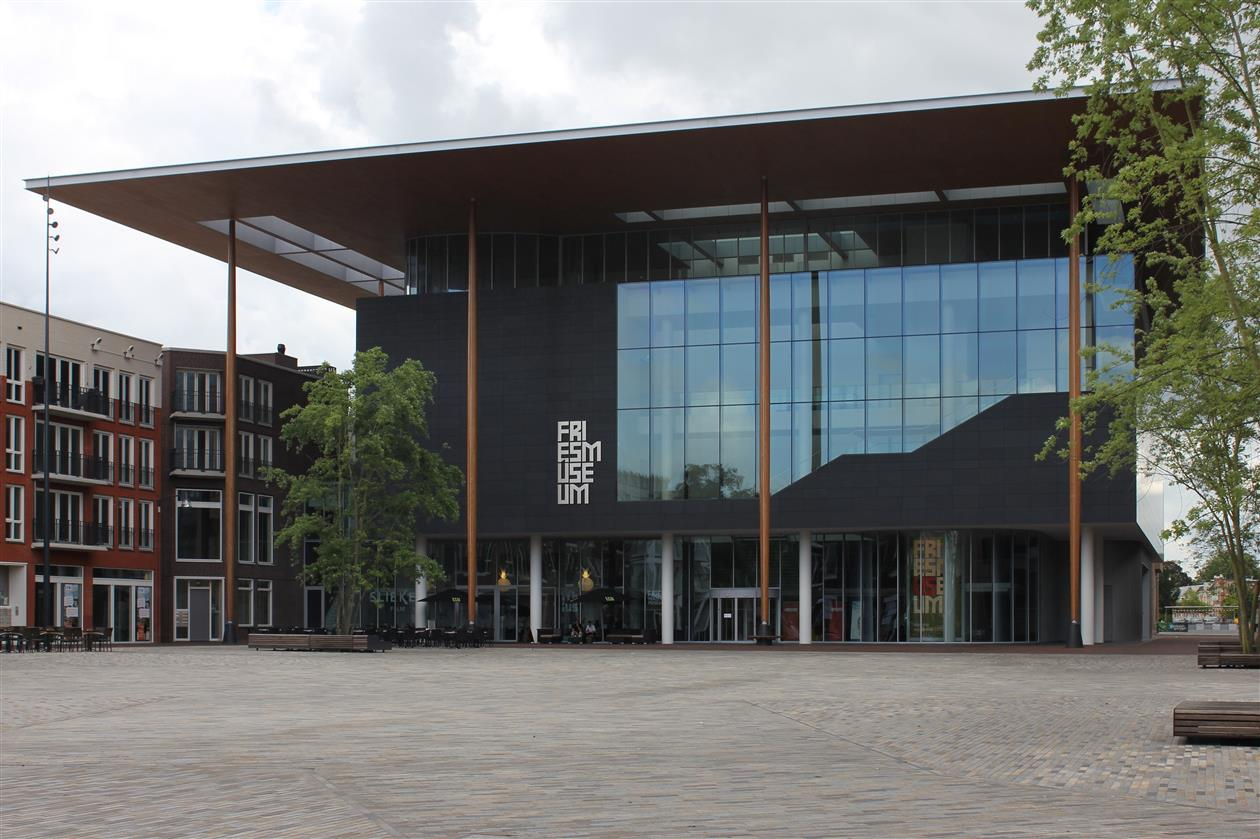
El Fries Museum alberga fotografías de la artista

## Temas
Sus trabajos plasman mundos de ensueño, sumergiendo al espectador en escenarios reales que parecen mundos de fantasía y donde los protagonistas interactúan en el paisaje de forma espontánea, dando como resultado instantáneas de gran expresividad.
Sus obras evocan el paisaje de su país natal, titulando cada fotografía con el nombre del lugar donde fue tomada; siendo patente la importancia de los espacios y sus modificaciones.

## Influencias
La influencia del teatro es palpable en sus trabajos donde los gestos y las acciones de los protagonistas están dotados de un gran protagonismo. su imaginería se encuentra condicionada por una dualidad permanente entre significado y percepción que se puede extraer de cada elemento, los cuales juegan un papel relevante en la composición final de cada fotografía.
Podemos encontrar en su obra influencias de las escuelas barrocas flamencas y del movimiento prerrafaelista y simbolista; no obstante, también es visible una percepción figurativa que evoca al realismo. la mayoría de sus fotografías son recreaciones mentales de la propia artista, pero, en ocasiones también es palpable la influencia del imaginario de otros autores como Andrew Wyeth.
En sus fotografías están presentes actores y figurantes con el fin de reflejar la interacción de estos con el espacio de mostrar la influencia de la geografía en las personas. No obstante, los personajes representan una parte más imaginaria que el propio paisaje. En ellos, el lenguaje corporal tiene una gran importancia para mostrar su relación con la naturaleza que les envuelve; por ello, en sus obras vemos una fuerte carga de gestos y siluetas moldeadas por diferentes artes escénicas.
La obra de Kooi mezcla misterio, melancolía y romanticismo; sentimientos encontrados que se perciben como consecuencia de la unión de varios campos artísticos que desembocan en una formación multidisciplinar que la convierte en una gran renovadora del lenguaje fotográfico europeo.

## Exposiciones
2015
- Undertones, en Musée de La Roche-sur-Yon, la Roche-sur-Yon, Francia
- Feria de Arte de los muelles Lyon, presentación de solo por Gallerie Les Filles Du Calvaire

2014
- Undertones, espectáculo de solo en Centro de Arte Alcobendas (CAA), Madrid, España
- AIPAD Espectáculo de fotografía (presentación de solo por PPOW Galería), Nueva York
- Tan pasa, Galerie Les Filles Du Calvaire, París, Francia

2013
- Sables Mouvants, Lambertart, Le Fort de Mons-en-Baroeul, Lille, Francia

2012
- Días transparentes, Cámara Oscura, Madrid, España
- Luego a mí, Galería de Linterna, Ámsterdam, el Netherlands
- Fotografía reciente, Galería de Clark de la Catharine, San Francisco, EE. UU.
- Luz Holandesa, Espacio Líquido, Gijón, España

2011
- Fuera de Vista, PPOW Galería, Nueva York, EE. UU.
- Ellen Kooi: Fuera de Vista, Le Château d'Eau, Toulouse, Francia
- Por otro lado de Crepuscular, duo-espectáculo con Astrid Kruse Jensen, Stedelijk Museo Den Bosch, el Netherlands

2010
- Fuera de Vista/ Hors de Vue, Institut Néerlandais, París, Francia
- Ellen Kooi, Fotografías, Le Imagen de centro/ Imatge, Orthez, Francia

2009
- “Tomó prestado Paisajes”, parte de Festival De PhotoEspaña, Galería Cámara Oscura, Madrid, España
- Fotowerken, de Willem III, Vlissingen, el Netherlands
- Trabajo reciente, Galería de Linterna, Ámsterdam, el Netherlands

2008
- “Dentro por Fuera, Dentro de sin”, soloshow, La Casa Encendida, Madrid, España
- Fotografía reciente, soloshow, Espacio Líquido, Gijón, España

2006
- Travaux Recents, duo espectáculo con Hans Op De Beeck, Les Filles du Calvaire, París, Francia

2005
- Aguantar Todavía, Mantiene Mover IV, solo, Galería Beaumontpublic, Luxemburg, Luxemburg